# Across from Midnight
Across from Midnight – szesnasty album muzyczny Joe Cockera, wydany w roku 1997.

## Lista utworów
| Nr. | Tytuł                      | Twórcy                                      | Czas trwania |
| --- | -------------------------- | ------------------------------------------- | ------------ |
| 1.  | Tonight                    | Max Carl, Greg Sutton                       | 4:49         |
| 2.  | Could You Be Loved         | Bob Marley                                  | 5:47         |
| 3.  | That's All I Need to Know  | Graham Lyle, Eros Ramazzotti, Vladi Tosetto | 4:05         |
| 4.  | N'oubliez jamais           | Jim Cregan, Russ Kunkel                     | 4:43         |
| 5.  | What Do I Tell My Heart?   | Rick Neigher, John Shanks                   | 5:00         |
| 6.  | Wayward Soul               | Brenda Russell, Mark Cawley                 | 4:16         |
| 7.  | Loving You Tonight         | Christopher Difford, Glenn Tilbrook         | 4:38         |
| 8.  | Across from Midnight       | Leann White, Tony Joe White                 | 4:57         |
| 9.  | What Do You Say?           | Dean Grakal, Greg Sutton                    | 4:42         |
| 10. | The Last One to Know       | Bob Thiele, Greg Sutton                     | 3:30         |
| 11. | That's the Way Her Love Is | Stephen Allen Davis                         | 2:44         |
| 12. | Need Your Love So Bad      | Mertis John Jr.                             | 5:19         |

## Wykonawcy
- Joe Cocker – wokal
- Matt Backer – gitara
- Ronnie Johnson – gitara
- Michael Landau – gitara akustyczna
- Graham Lyle – gitara akustyczna
- Dean Parks – gitara, gitara akustyczna, gitara 12 strunowa
- Tim Pierce – gitara
- Tim Renwick – gitara
- Nigel Spennywin – gitara
- Glenn Tilbrook – gitara, wokal wspierający
- James "Hutch" Hutchinson – gitara basowa
- Phil Spalding – gitara basowa, wokal wspierający
- Neil Stubenhaus – gitara basowa
- Garry Hughes – syntezator
- Steve Pigott – keyboard
- Chris Stainton – pianino
- C. J. Vanston – syntezator, Organy Hammonda
- Dan Higgins – saksofon
- Jamie Talbot – saksofon
- Bill Reichenbach Jr. – puzon
- Gary Grant – trąbka
- Jerry Hey – trąbka
- Steve Sidwell – trąbka
- Mark Feltham – harmonijka
- Kenny Aronoff – perkusja
- Geoff Dunn – perkusja
- John "J.R." Robinson – perkusja
- Miles Bould – instrumenty perkusyjne
- Luis Conte – instrumenty perkusyjne
- Rafael Padilla – instrumenty perkusyjne
- Alexandra Brown – wokal wspierający
- Chris Difford – wokal wspierający
- Joey Diggs – wokal wspierający
- Claudia Fontaine – wokal wspierający
- Mortonette Jenkins – wokal wspierający
- Marlena Jeter – wokal wspierający
- Tessa Niles – wokal wspierający
- Juliet Roberts – wokal wspierający
- Lamont VanHook – wokal wspierający
- Fred White – wokal wspierający

## Certyfikaty
| Region     | Certyfikat | Liczba sprzedanych albumów |
| ---------- | ---------- | -------------------------- |
| Austria    | Złoto      | 25,000                     |
| Europa     | Platyna    | 1,000,000                  |
| Francja    | Platyna    | 300,000                    |
| Niemcy     | Platyna    | 500,000                    |
| Szwajcaria | Platyna    | 50,000                     |